# Liste der Monuments historiques in La Grande-Paroisse
Die Liste der Monuments historiques in La Grande-Paroisse führt die Monuments historiques in der französischen Gemeinde La Grande-Paroisse auf.

## Liste der Bauwerke
| Bezeichnung                               | Beschreibung                  | Standort | Kennzeichnung | Schutzstatus | Datum | Bild           |
| ----------------------------------------- | ----------------------------- | -------- | ------------- | ------------ | ----- | -------------- |
| Kirche St-Germain                         | Erbaut ab dem 11. Jahrhundert | (Lage)   | PA00087012    | Inscrit      | 1926  | weitere Bilder |
| Obelisk der Königin                       | Errichtet 1739                | (Lage)   | PA00087011    | Inscrit      | 1926  | weitere Bilder |
| Archäologische Ausgrabungen von Pincevent | Magdalénien                   | (Lage)   | PA00087013    | Classé       | 1988  | weitere Bilder |

## Liste der Objekte
Zum Verständnis siehe: Kirchenausstattung
- Monuments historiques (Objekte) in La Grande-Paroisse in der Base Palissy des französischen Kultusministeriums